# Mathias Eklöf
Mathias Eklöf, född 3 september 1980 i Norrköping, är en svensk internetentreprenör.  

## Biografi
Efter gymnasiestudier på naturvetenskapligt program vid Ebersteinska gymnasiet i Norrköping fullgjorde Mathias Eklöf 1999-2000 värnpliktstjänstgöring vid Försvarets Tolkskola i Uppsala. Efter värnplikten arbetade han under åren 2000 till 2002 vid Sveriges ambassad i Helsingfors som assistent till försvarsattachén. 2008 tog han examen som civilekonom vid Handelshögskolan i Stockholm. Hans examensuppsats behandlade den omfattning i vilken svenska hushåll utnyttjat de ökande fastighetspriserna till att höja sina lån och på så sätt få pengar i handen, en uppsats som citerades av EU-kommissionen i dess Study on equity release schemes in the EU.
Under åren 2008 till 2012 drev han tillsammans med en studiekamrat internetpokerföretaget Betfriends.com. Företaget såldes 2010 till spelföretaget Betsson.
I början av 2010-talet knöts Eklöf till Yell.ru, en rysk guidesajt som ursprungligen var Eniros ryska dotterbolag men som med åren kommit att visa allt sämre resultat. Tillsammans med Joakim Grönvall köpte han in sig i företaget och genomförde ett omfattande omstruktureringsprogram och lyckades så småningom vända resultaten. I samband med detta investerade Vostok Nafta 8 miljoner USD i Yell i en finansieringsrunda där även Kinnevik deltog med 3 miljoner USD. Yell.ru hade våren 2015 mer än 5 miljoner besökare per månad . Sommaren 2015 förvärvade Yell via sitt holdingbolag Kontakt East Holding AB majoriteten i den ukrainska startupen Youscan. Youscan är ledande inom så kallad social media monitoring. I mars 2018 förvärvade Youscan konkurrenten Brandspotter, och i maj 2018 lanserade Youscan som en av de första i världen AI-baserad bildigenkänning.